# La Mise au tombeau (Reims)
Pour les articles homonymes, voir La Mise au tombeau.
La Mise au tombeau, ou Le Saint-Sépulcre, est une œuvre sculptée en ronde-bosse en pierre polychrome datant du XVIe siècle, situé dans la basilique Saint-Remi à Reims, en France. Elle représente la scène de la mise au tombeau du Christ après sa crucifixion.

## Historique
Le thème de la Mise au Tombeau a connu une grande popularité en Europe occidentale à la fin du Moyen Âge.
De nombreuses sculptures de ce type ont été réalisées, dans des styles et des matériaux variés.
Le groupe sculpté provient de l'ancienne commanderie du Temple (rue du Temple) détruite en 1792.
Elle a été donnée à saint Remi par M. Lemoine acheteur des bâtiments de l’ancienne commanderie du Temple,.
Elle fut installée dans la basilique Saint-Remi à Reims en 1803.
La sculpture est classée au titre immeuble des monuments historiques le 6 août 1841.

## Description
Le groupe est composé de plusieurs personnages :
- Le Christ, gisant sur un drap,
- La Vierge Marie, agenouillée et en pleurs,
- Saint Jean, l'apôtre bien-aimé du Christ, soutenant la Vierge Marie,
- Nicodème et Joseph d'Arimathie, qui ont déposé le corps du Christ du tombeau,
- Deux autres personnages, Marie Jacobé (mère de Saint Jacques) et Marie-Salomé.

## Signification

### Saint-Sépulcre
Le Saint-Sépulcre est, selon la tradition chrétienne, le tombeau du Christ, c'est-à-dire le sépulcre où le corps de Jésus de Nazareth aurait été déposé au soir de sa mort sur la Croix.

### Mise au tombeau
La mise au tombeau est le dernier épisode de la Passion du Christ, devenu un sujet de l'iconographie chrétienne. Les représentations de cet événement se fondent sur les récits de la mort du Christ dans les évangiles  de Jean (19, 38-42), Luc (23, 50-55), Marc (15, 43.49) et Matthieu (27, 55-61).

## Texte
Sur la bordure de la dalle funéraire du tombeau est repris le texte suivant :
« Frère François Sarradin, commandeur de céans, a fait faire ce sépulcre en l'an mil cinq cens trente et ung, priez Dieu pour luy ».

## Galerie photos

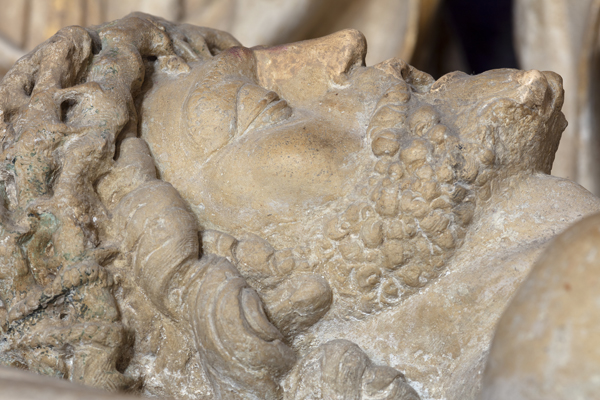
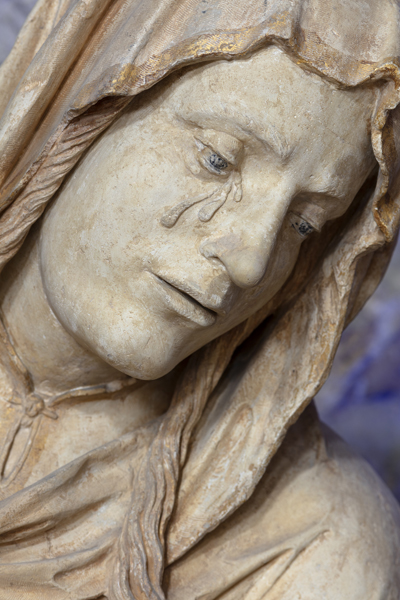
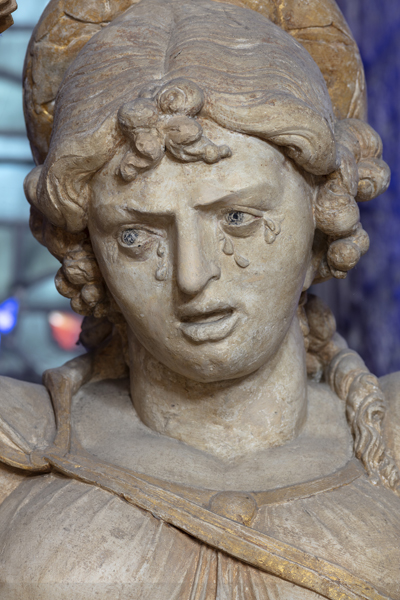
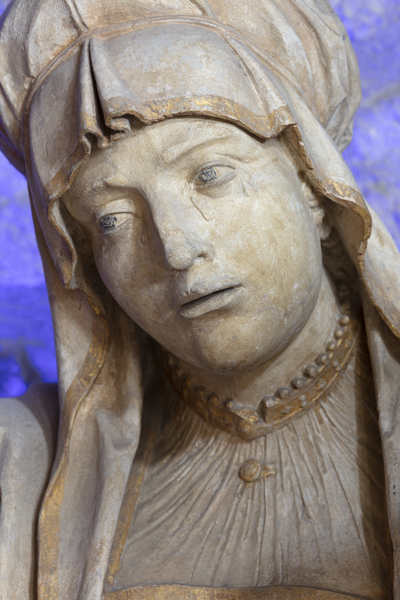
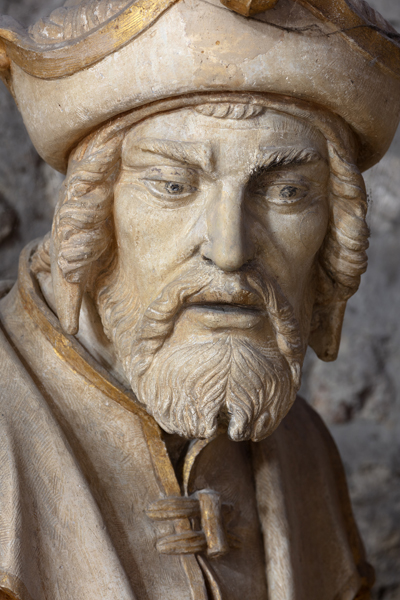
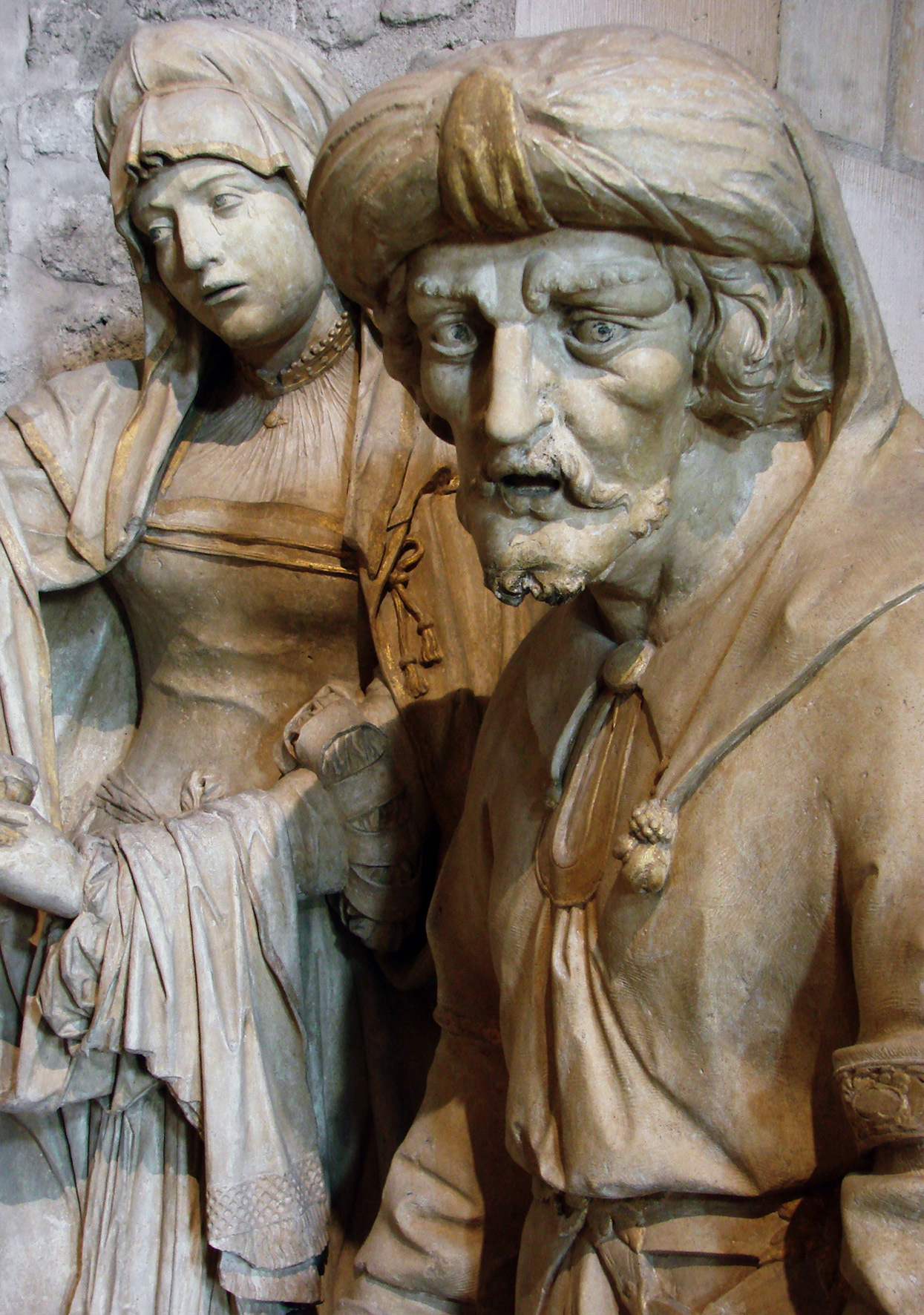
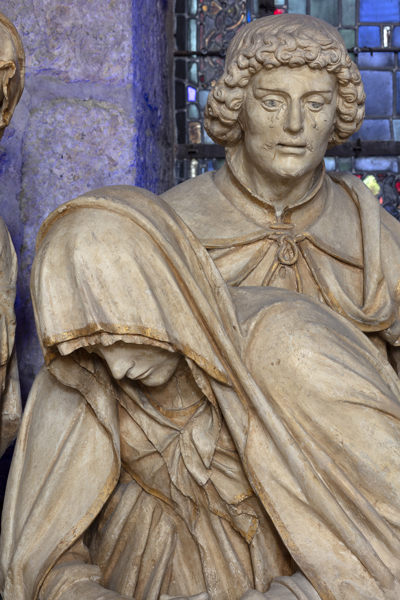